# Mastoureh Ardalan
Mah Sharaf Khanom Mastoureh Ardalan ou Mastura Ardalan (em árabe:مستورة الاردلانية; nascida em Sanandaj, Curdistão Iraniano em 1805 - falecida na Suleimânia, Curdistão Iraquiano em 1848) foi uma poeta, historiadora e escritora curda. Ela escreveu principalmente em persa e gorani. Foi uma figura icônica que representa o espírito de revolta contra as normas patriarcais e culturais no Irã do século XIX.

## Biografia
Ardalan nasceu em uma família rica e conhecida em Sanandaj, na região do Império Cajar, no Irã. Ela era membro da aristocracia feudal na corte do Principado de Ardalan. Estudou curdo, árabe e persa sob a supervisão de seu pai, Abolhasan Beig Qadiri. 
Foi a primeira mulher historiadora no Oriente Médio e no final do século XIX escreveu a história da dinastia curda Ardalan. Sendo uma calígrafa, ela era membra da aristocracia feudal, e testemunhou de perto os eventos políticos daquela época. Consequentemente, adquiriu uma profunda compreensão e reflexão sobre o clima sociopolítico de seu tempo. 
Ela também era especialista em direito religioso. Escreveu um livro sobre o assunto, em persa, com base em suas leituras das leis árabes. Sob o governo Cajar, ela foi forçada ao exílio, e morreu em Arbil, Iraque. 
Foi segunda esposa de, Khasraw Khani Ardalan, o governante do principado. A morte de seu marido deixou o principado vulnerável à interferência externa. Quando o estado de Cajar conquistou o território de Ardalan no século XIX, ela e sua família partiram para o principado de Baban, centrado em Suleimânia. Seu filho, Reza Qulikhan, o sucessor de seu pai no governo, foi preso pelos membros da guarda da Dinastia Cajar. Permaneceu em Suleimânia, cidade da região autónoma do Curdistão no Iraque, até sua morte em 1848.

## Obras
Ardalan escreveu vários livros de poesia, história e literatura. Principalmente, em Hawrami ou Gorani, uma língua iraniana distinta do curdo, e em persa, mas também tem alguns poemas em Sorâni. A maior parte da sua poesia em curdo foi esquecida durante todo o século XX e foi redescoberta e publicada no final do século XX e início do século XXI. Foi uma poetisa e renomada historiadora do Oriente Médio, autora de mais de 20000 linhas de poesia, das quais 2000 linhas sobreviveram. O que distingue sua poesia é expressar abertamente seu amor e feminilidade contra as normas de seu tempo.

## Legado

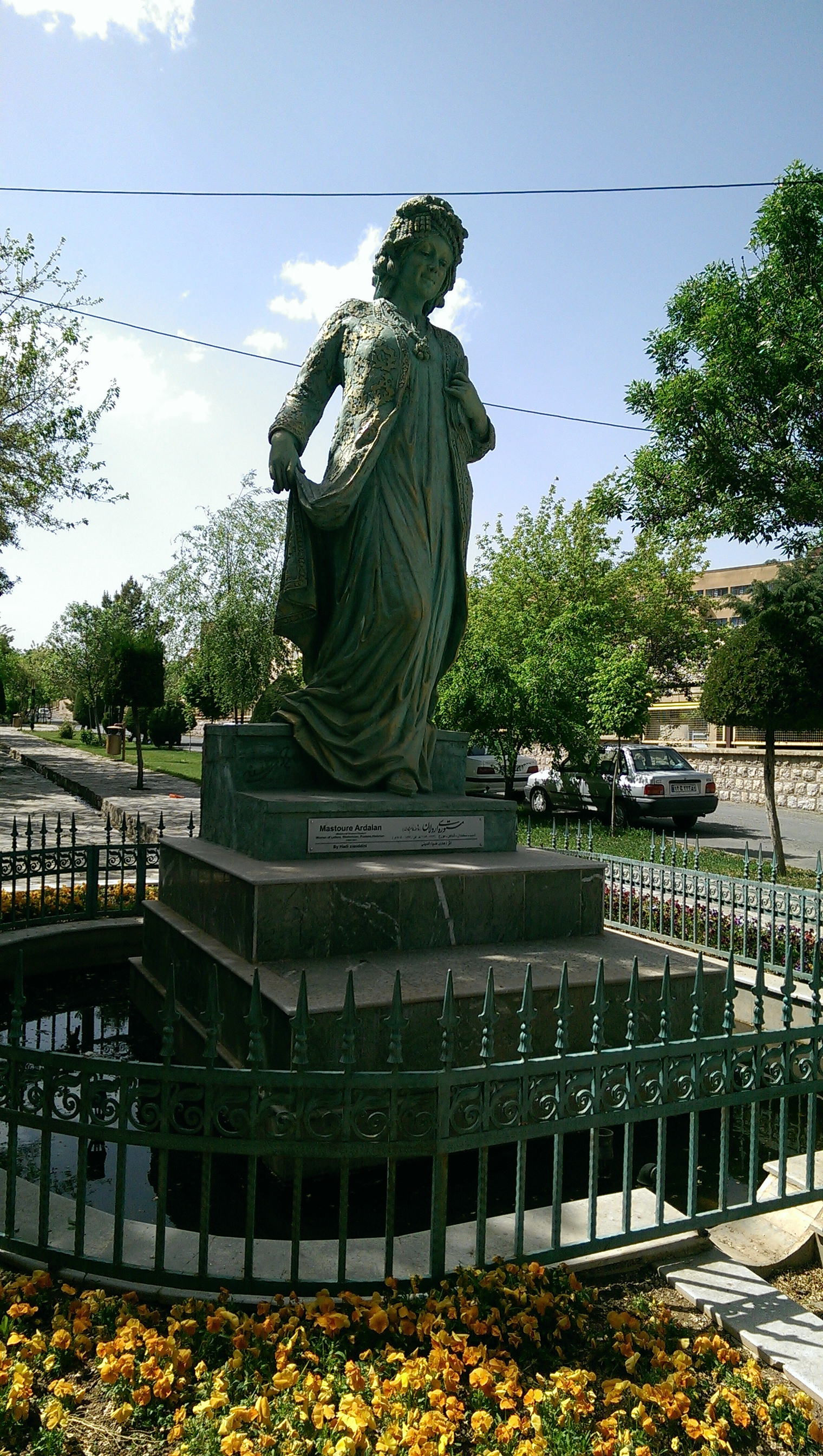
Estátua feita por Hadi Ziauddini

Seu 200º aniversário foi comemorado recentemente em um festival em Erbil, na região do Curdistão iraquiano, onde sua estátua de 4,5 metros de Mastoureh, construída pelo grande escultor curdo contemporâneo, Hadi Ziauddini, foi inaugurada em uma cerimônia.
Uma conferência foi realizada sobre as obras de Mastoureh em Erbil de 11 a 15 de dezembro de 2005. Mais de cem figuras científicas e culturais de todo o mundo participaram do congresso no Curdistão iraquiano, no qual trinta artigos em curdo, persa, inglês e árabe foram apresentados sobre a vida e as obras de Mastoureh Ardalan. Além disso, vários de seus trabalhos foram publicados pelos organizadores em persa e curdo durante o congresso. 
Permaneceu desconhecida por 200 anos. Agora, um de seus poemas está incluído no currículo escolar do 8º ano do país.